# Индије
Индије (шп. las Indias) је име које се користило у Европи до 19. века за Америку као и за и многе делове Азије. Овај термин је постао популаран око 14. века када су многи морепловци и трговци предузимали путовања са циљем да истраже ове регионе у трговачке сврхе, с посебним интересовањем за зачине, памук и индиго. Територије које су се подразумевале под овим именом у то доба нису укључивале само садашњу Индију, него такође и Пакистан, Бангладеш, Мјанмар, Шри Ланку, Малдиве, Тајланд, Малезију, Индонезију и Филипине, то јест, углавном југоисток Азије. 
С друге стране, крајем 15. века, искрцавши се на обале територије која се данас зове амерички континтент, Колумбо јој је дао име Индије, јер је мислио да је стигао тамо где се упутио — у Индије у Азији. Ова конфузија је трајала све док студије италијанског географа, Америга Веспучија нису доказале да се не ради о Азији, већ о сасвим новом континенту. Међутим, назив Индије је опстао и након тога, и амерички континент је добио назив Западне Индије (шп. Indias Occidentales; енгл. West Indies) како би се разликовао од Источних Индија (шп. Indias Orientales; енгл. East Indies), то јест, од већ поменутих територија у Азији. Траг који је остао од тог погрешног именовања још увек се види у имену којим се назива аутохтоно становништво Америке — Индијанци.